# Penelope Delta
Pinelópi Délta (en grec : Πηνελόπη Δέλτα), dans les autres pays elle est plutôt appelée Penelope Delta (24 avril 1874 - 2 mai 1941) est une écrivaine grecque de livres pour jeunes.

## Biographie
Pénélope Delta est née à Alexandrie en Égypte, du riche marchand de coton Emmanuel Benákis et de Virginia Choremi. Elle a une grande sœur, Alexandra, et un grand frère, Antónis Benákis (dont elle immortalisa les 400 coups à la Tom Sawyer dans son livre Ο Tρελαντώνης), et trois autres membres de fratrie plus jeunes, Constantin, qui mourut à l'âge de deux ans, Alexandre et Argine.
La famille Benákis déménage temporairement à Athènes en 1882, où Pénélope épouse plus tard un riche entrepreneur phanariote, Stéphanos Deltas, de qui elle a trois filles, Sophia Mavrocordatos, Virginia Zannas (grand-mère de l'ancien premier ministre grec Antonis Samaras), et Alexandra Papadopoulos. Elle retourne à Alexandrie en 1905, où elle rencontre le véritable amour de sa vie, Íon Dragoúmis, qui est à l'époque le vice-consul de Grèce dans cette ville. Par respect pour son époux et pour leurs enfants, Pénélope Delta et Íon Dragoúmis décident de se séparer, mais continuent d'entretenir une correspondance passionnée jusqu'en 1912, date où Íon Dragoúmis commence une relation avec la célèbre actrice Marika Kotopouli. Durant cette même période, Pénélope fait deux tentatives de suicide.
Pénélope Delta déménage à Francfort en Allemagne en 1906, lorsque son mari part s'occuper des bureaux de l'entreprise de coton Horemis-Benákis dans cette ville. Son premier roman, Για την Πατρίδα (Pour la Patrie), est publié en 1909. Ce roman se passe à l'époque byzantine et P. Delta commence à correspondre avec l'historien Gustave Schlumberger, un spécialiste renommé de l'Empire byzantin. Leur collaboration continue apporte les bases nécessaires à son deuxième roman, Στον Kαιρό του Βουλγαροκτόνου (À l'époque du Pourfendeur de Bulgares), qui se déroule durant le règne de l'Empereur Basile II. Le coup de Goudi, en 1909 inspire son troisième roman, Παραμύθι χωρίς όνομα (Un Récit Sans Nom), publié en 1911.
En 1913, la famille Delta retourne à Alexandrie, puis en 1916, ils s'installent définitivement à Athènes où son père, Emmanuel Benákis, est élu maire. Ils y deviennent proches amis d'Elefthérios Venizélos, qu'ils reçoivent régulièrement dans leur opulente maison dans la banlieue nord de Kifissia. Le père de Pénélope est un allié politique de Venizélos dès son arrivée à Athènes en 1910 et occupe le poste de ministre des Finances dans le premier gouvernement Venizélos.
Sa longue correspondance avec l'évêque Chrysanthos, Métropolite de Trébizonde, apporte la matière à son livre sorti en 1925 : La Vie du Christ, Η Ζωή του Χριστού. C'est aussi au cours de cette année qu'on diagnostique chez elle la poliomyélite. En 1927 elle commence à écrire la trilogie Ρωμιοπούλες (Jeunes Filles Grecques), une autobiographie où elle se dévoile, et qu'elle ne finit pas avant 1939. Se déroulant à Athènes, la première partie To ξύπνημα (L'Éveil) couvre les évènements de 1895 à 1907, la deuxième partie, Η λάβρα (La Chaleur) couvre la période de 1907 à 1909 et la dernière partie, To Σούρουπο (Le crépuscule), couvre va de 1914 à 1920. Les événements politiques de cette période tumultueuse reçoivent un traitement de première main dans son livre, du fait qu'elle les a vécu au niveau le plus personnel : son père faillit être exécuté[réf. souhaitée] pour trahison par le Parti Royaliste, alors que Íon Dragoúmis fut effectivement assassiné par les factions Venizélos en 1920. Pénélope Delta ne porte plus que du noir à partir de cet événement.
Durant la même période, elle publie ses trois romans majeurs : Ο Τρελαντώνης (Antónis le Fou 1932), qui détaille les aventures d'enfance de son turbulent grand frère, Antónis Benákis au sujet de l'Alexandrie de la fin du XIXe siècle, Ο Mάγκας (1935), qui narre les aventures du chien de la famille, et Tα Mυστικά του Βάλτου (Les Secrets du Marais, 1937) qui se déroule autour du lac de Giannitsa au début du XXe siècle, au moment où se développe la lutte des Grecs pour la libération de la Macédoine.
Elle est célèbre pour interdire à ses petits-enfants de lui rendre visite dans la journée, lorsqu'elle écrit, mais passe la soirée entière avec eux, leur lisant ce qu'elle a écrit pendant la journée, au lieu d'histoires pour les endormir.
La dernière année de sa vie, et alors que la paralysie progresse, elle reçoit les journaux intimes et les archives de son amour perdu, Íon Dragoúmis, qu'il avait confiés à son frère Philippe. Elle parvient à dicter mille pages manuscrites de commentaires sur le travail de Dragoúmis, avant de décider de mettre fin à ses jours. Elle ingère du poison le jour même où les Nazis entrent dans Athènes en avril 1941. À sa demande, elle est enterrée dans le jardin du majestueux manoir des Delta à Kifissia. C'est Chrysanthos, alors archevêque d'Athènes, qui officie lors des funérailles.

## Œuvres
Romans traduits en français :
- Toinon l'espiègle (1932), Paris, Nathan, 1991.
- Voyou (1935), édition bilingue, Paris, l'Harmattan, 2002.